# Marthe Bonnard

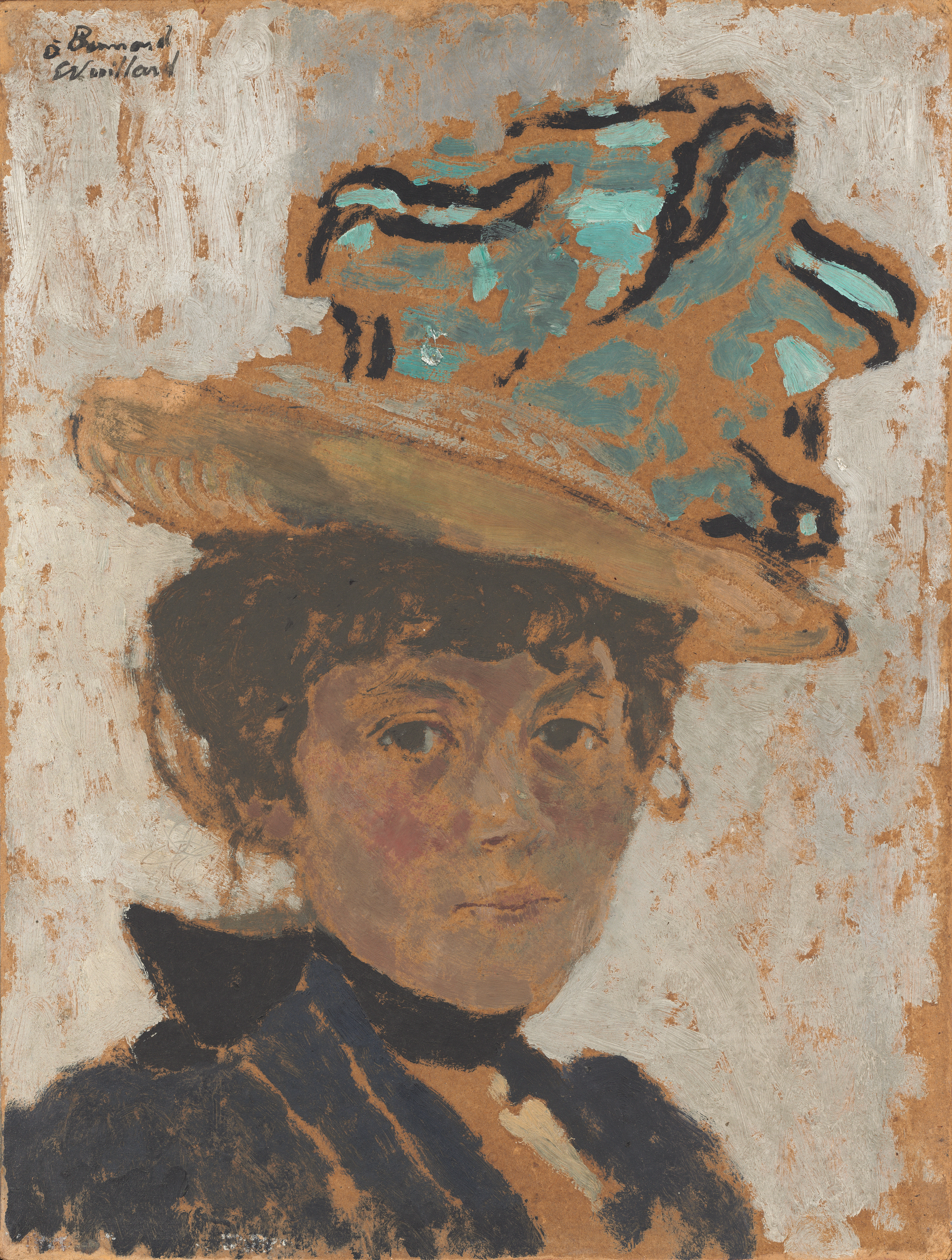
Madame Bonnard, Portrait von Édouard Vuillard

Marthe Bonnard, auch Marthe Solange oder Marthe de Méligny (* 22. Februar 1869 in Saint-Amand-Montrond als Maria Boursin; † 26. Januar 1942 in Le Cannet), war eine französische Malerin. Sie war die Ehefrau und das Modell des Malers Pierre Bonnard.

## Leben
Maria Boursin stammte aus bescheidenen Verhältnissen. Ihr Vater, Anatole Boursin, war von Beruf Zimmermann, ihre Mutter, Honorine Méténier, Schneiderin. Sie zog 1891 aus der Provinz nach Paris, änderte ihren Namen und wurde in einem Atelier angestellt, das künstliche Blumen herstellte. Sie begann, mit Künstlern zu verkehren und lernte 1893 Pierre Bonnard kennen, dem sie sich als Marthe de Méligny vorstellte – ein Pseudonym, das an die Namen von Kurtisanen wie Blanche d'Antigny oder Jeanne de Tourbey erinnerte. Sie sagte, sie stamme von einem alten italienischen Geschlecht ab, sei eine Waise und allein auf der Welt. Ihre wahre Identität offenbarte sie dem Maler erst bei ihrer Hochzeit im Jahr 1925.

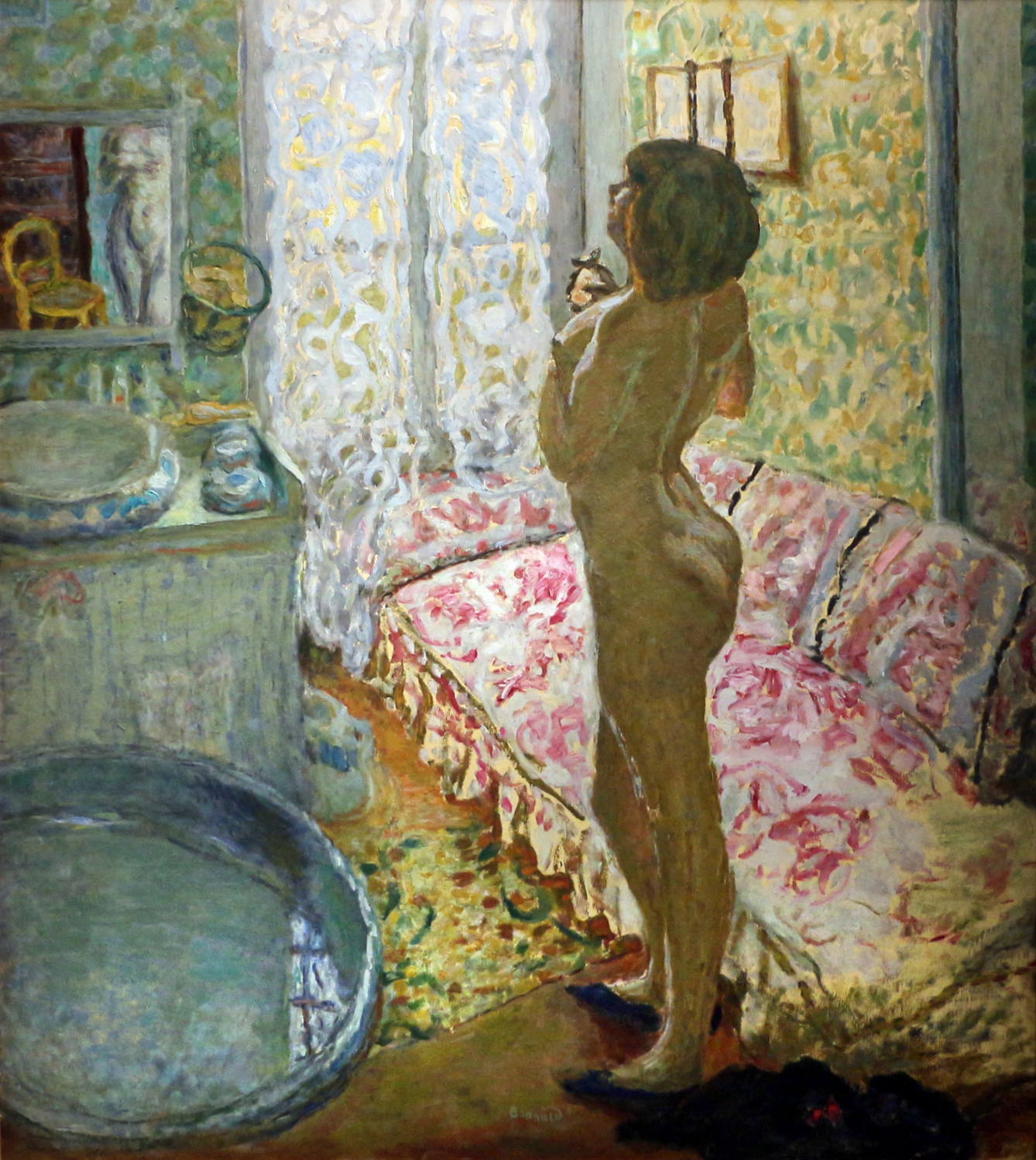
Nu à contre-jour, von Pierre Bonnard

Sie wurde zum bevorzugten Modell des Malers und ist insbesondere in Nu à contre-jour und Nu dans le bain abgebildet.
Sie lernte bei Louise Hervieu das Malen und stellte ihre Werke unter dem Namen Marthe Solange zwischen 1921 und 1929 aus, insbesondere 1924 in der Galerie Druet.

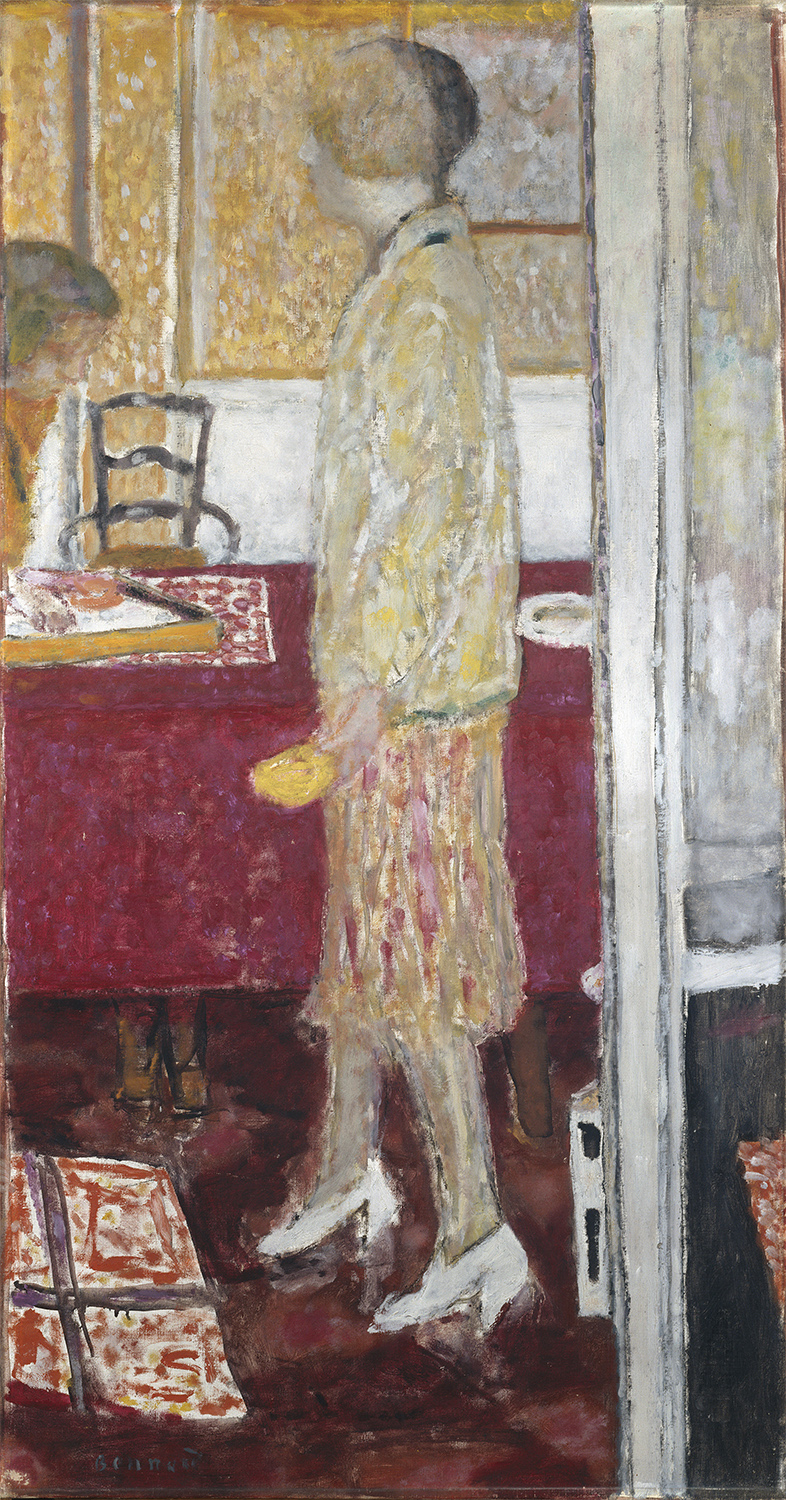
Marthe dans la salle à manger au Cannet von Pierre Bonnard

Das Paar lebte isoliert, angeblich wegen Marthes schwierigem Charakter, die mehrfach von hinten und in sich gekehrt dargestellt wurde. So ist sie auch in Marthe dans la salle à manger au Cannet aus dem Jahr 1933 zu sehen. Als 1939 der Zweite Weltkrieg ausbrach, flüchteten die Bonnards nach Le Cannet in der Nähe von Cannes an der Côte d’Azur.

## Ausstellungen
- 1924: Galerie Eugène Druet, Paris[6]
- 2023: Musée Bonnard, Le Cannet[5]

## Bibliographie
- Guy Goffette: Elle, par bonheur et toujours nue. Gallimard, Paris 1998, ISBN 978-2-07-075272-0.
- Françoise Cloarec: L'Indolente : Le Mystère Marthe Bonnard. In: coll. « La Bleue ». Stock, Paris 2016, ISBN 978-2-234-08098-0.
- Josée Drevon, Marthe, nach Pierre Bonnard et Marthe de Meligny, Theaterstück, Festival de Caves (Besançon), 2017.